# یانباک
یانباک (انگلیسی: Yanbak) یک شهرک در شهرستان کاراایدلسکی استان باشقیرستان کشور روسیه است.